# 隆达尼尼圣殇
隆达尼尼圣殇（Rondanini  Pietà）是米开朗基罗最后一尊大理石雕塑，从 1552 年开始，直到1564 年去世前六天仍在一直创作。    隆达尼尼这个名字指的是这个雕塑在罗马的隆达尼尼宫的庭院中站立了几个世纪。 该作品现藏于米兰斯福尔扎城堡 2015 年落成的隆达尼尼圣殇博物馆。 
这尊雕塑再现了圣母玛利亚为死去的基督瘦弱的身体哀悼的主题，他在 1499 年的《哀悼基督》中首次表现这个主题。米开朗基罗晚年的死亡意识不断增强，为自己的坟墓准备了雕塑佛罗伦萨圣殇。 
拉长的圣母和基督与米开朗基罗早期的理想化人物风格背道而驰。  
南非视觉艺术家玛琳·杜马斯2012 年的画作《向米开朗基罗致敬》取材于隆达尼尼圣殇。 